# 滇南石豆兰
滇南石豆兰（学名：Bulbophyllum psittacoglossum），为兰科石豆兰属下的一个植物种。